# Everard Butler
Everard Burnside Butler (Toronto, Ontario, 28 de desembre de 1885 – Bournemouth, Anglaterra, 23 de novembre de 1958) va ser un remer canadenc que va competir a començaments del segle xx.
El 1912 va prendre part en els Jocs Olímpics d'Estocolm, on guanyà la medalla de bronze en la competició del scull individual del programa de rem.
Butler s'inicià en el rem el 1908, i l'any següent ja guanyà la primera cursa en edat júnior. El 1911 guanyà dos títols nacionals dels Estats Units partir de 1910, en scull individual i en el quart de milla. El 1912 revalidà els títols i el 1914 tornà a guanyar el del quart de milla. Butler va prendre part a la Primera Guerra Mundial amb la 12a Brigada d'Artilleria, patint greus ferides per culpa del gas. Això l'obligà a deixar la competició d'alt nivell i passà a treballar de comptable. Durant la Segona Guerra Mundial va servir 48è Highlanders i a la Royal Canadian Ordnance Corps.